# Västra Grälebogölen
Västra Grälebogölen är en sjö i Jönköpings kommun i Småland och ingår i Motala ströms huvudavrinningsområde.